# Fulham Football Club 2008-2009
Questa voce raccoglie tutte le informazioni riguardanti il Fulham Football Club nelle competizioni ufficiali della stagione 2008-2009.

## Maglie e sponsor
| Casa | Trasferta | Third |

## Rosa
| N. |                             | Ruolo | Calciatore          |
| -- | --------------------------- | ----- | ------------------- |
| 1  | Australia (bandiera)        | P     | Mark Schwarzer      |
| 3  | Inghilterra (bandiera)      | D     | Paul Konchesky      |
| 4  | Ghana (bandiera)            | D     | John Paintsil       |
| 5  | Norvegia (bandiera)         | D     | Brede Hangeland     |
| 6  | Iran (bandiera)             | C     | Andranik Teymourian |
| 7  | Corea del Sud (bandiera)    | C     | Seol Ki-hyeon       |
| 7  | Inghilterra (bandiera)      | C     | Giles Barnes        |
| 8  | Inghilterra (bandiera)      | A     | Andrew Johnson      |
| 9  | Inghilterra (bandiera)      | A     | Bobby Zamora        |
| 10 | Norvegia (bandiera)         | A     | Erik Nevland        |
| 11 | Ungheria (bandiera)         | C     | Zoltán Gera         |
| 12 | Inghilterra (bandiera)      | P     | David Stockdale     |
| 13 | Inghilterra (bandiera)      | C     | Danny Murphy        |
| 15 | Senegal (bandiera)          | A     | Diomansy Kamara     |
| 16 | Francia (bandiera)          | C     | Olivier Dacourt     |
| 17 | Inghilterra (bandiera)      | C     | Julian Gray         |
| 18 | Irlanda del Nord (bandiera) | D     | Aaron Hughes        |

| N. |                             | Ruolo | Calciatore         |
| -- | --------------------------- | ----- | ------------------ |
| 19 | Svizzera (bandiera)         | P     | Pascal Zuberbühler |
| 20 | Nigeria (bandiera)          | C     | Dickson Etuhu      |
| 21 | Inghilterra (bandiera)      | C     | Jimmy Bullard      |
| 21 | Inghilterra (bandiera)      | D     | Elliot Omozusi     |
| 22 | Svezia (bandiera)           | D     | Fredrik Stoor      |
| 23 | Stati Uniti (bandiera)      | C     | Clint Dempsey      |
| 24 | Inghilterra (bandiera)      | C     | Matthew Saunders   |
| 25 | Galles (bandiera)           | C     | Simon Davies       |
| 26 | Danimarca (bandiera)        | C     | Leon Andreasen     |
| 27 | Australia (bandiera)        | D     | Adrian Leijer      |
| 28 | Inghilterra (bandiera)      | C     | Rob Milsom         |
| 30 | Inghilterra (bandiera)      | C     | Wayne Brown        |
| 33 | Finlandia (bandiera)        | D     | Toni Kallio        |
| 34 | Irlanda del Nord (bandiera) | D     | Chris Baird        |
| 37 | Inghilterra (bandiera)      | D     | Chris Smalling     |
| 38 | Inghilterra (bandiera)      | P     | Neil Etheridge     |

## Risultati

### Premier League
| Arbitro: | Atkinson |

|               |           |  |
| Hangeland 21’ | Marcatori |  |

| Birmingham 22 novembre 2008, ore 15:00 UTC+0 15ª giornata | Aston Villa | 0 – 0 referto | Fulham | Villa Park (36.625 spett.)\| Arbitro: \| Jones \| |
| Arbitro:                                                  | Jones       |               |        |                                                   |

| Arbitro: | Styles |

|             |           |            |
| Bullard 27’ | Marcatori | 6’ Benjani |

| Londra 28 febbraio 2009, ore 15:00 UTC+0 27ª giornata | Arsenal | 0 – 0 referto | Fulham | Emirates Stadium (60.102 spett.)\| Arbitro: \| Walton \| |
| Arbitro:                                              | Walton  |               |        |                                                          |

| Arbitro: | Halsey |

|             |           |                            |
| Ireland 27’ | Marcatori | 49’, 82’ Dempsey 58’ Etuhu |

| Arbitro: | Halsey |

|                           |           |              |
| Murphy 6’ Kamara 46’, 60’ | Marcatori | 14’ A. Young |

## Statistiche

### Statistiche di squadra
| Competizione   | Punti | In casa | In casa | In casa | In casa | In casa | In casa | In trasferta | In trasferta | In trasferta | In trasferta | In trasferta | In trasferta | Totale | Totale | Totale | Totale | Totale | Totale | DR |
| Competizione   | Punti | G       | V       | N       | P       | Gf      | Gs      | G            | V            | N            | P            | Gf           | Gs           | G      | V      | N      | P      | Gf     | Gs     | DR |
| -------------- | ----- | ------- | ------- | ------- | ------- | ------- | ------- | ------------ | ------------ | ------------ | ------------ | ------------ | ------------ | ------ | ------ | ------ | ------ | ------ | ------ | -- |
| Premier League | 53    | 19      | 11      | 3       | 5       | 28      | 16      | 19           | 3            | 8            | 8            | 11           | 18           | 38     | 14     | 11     | 13     | 39     | 34     | +5 |
| FA Cup         | -     | 2       | 1       | 0       | 1       | 2       | 5       | 3            | 2            | 1            | 0            | 7            | 4            | 5      | 3      | 1      | 1      | 9      | 9      | 0  |
| FL Cup         | -     | 1       | 1       | 0       | 0       | 3       | 2       | 1            | 0            | 0            | 1            | 0            | 1            | 2      | 1      | 0      | 1      | 3      | 3      | 0  |
| Totale         | -     | 22      | 13      | 3       | 6       | 33      | 23      | 23           | 5            | 9            | 9            | 18           | 23           | 45     | 18     | 12     | 15     | 51     | 46     | +5 |